# Capela de Nossa Senhora dos Navegantes

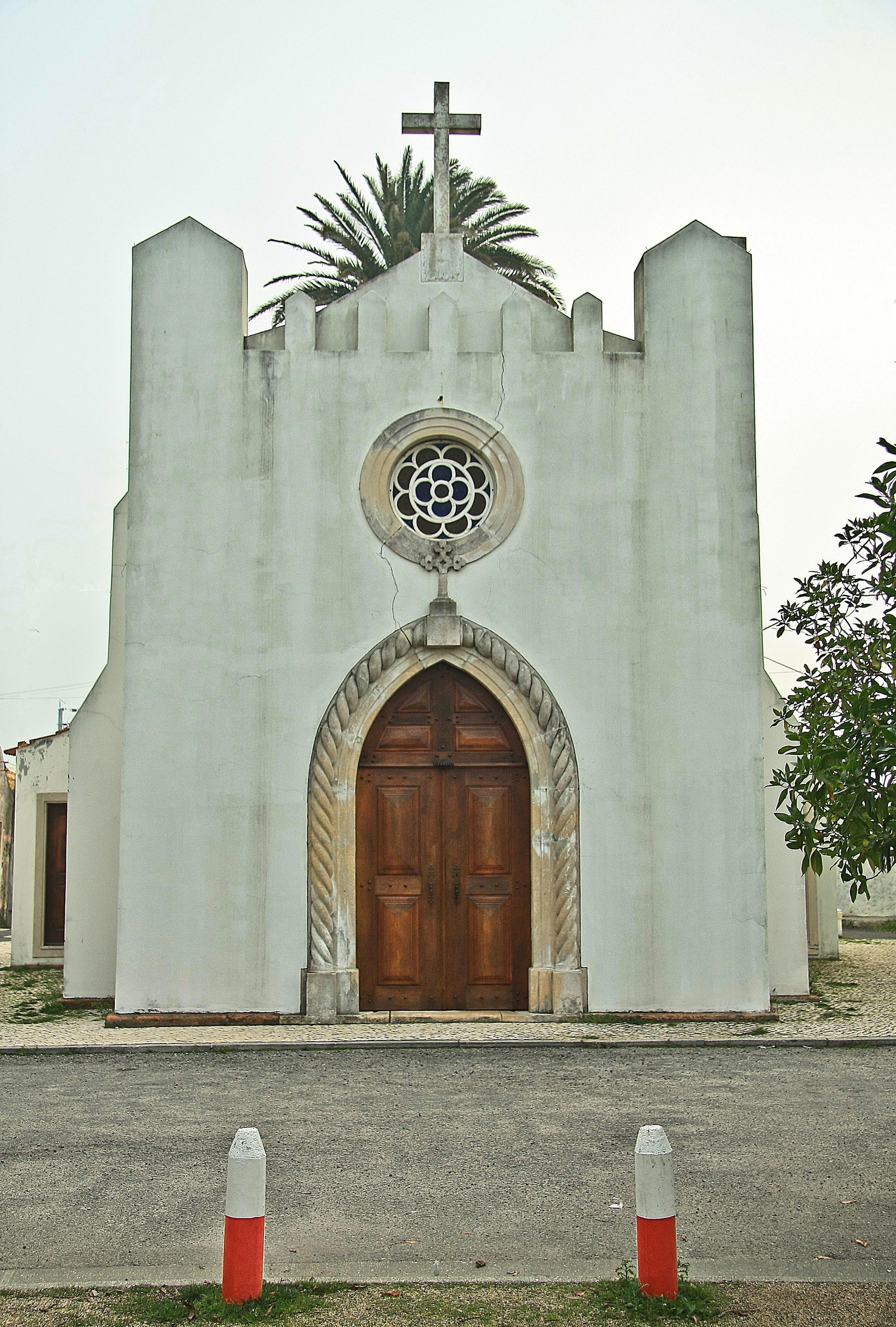
Capela de Nossa Senhora dos Navegantes

A Capela de Nossa Senhora dos Navegantes localiza-se no Forte da Barra, freguesia da Gafanha da Nazaré, concelho de Ílhavo, distrito de Aveiro.

## História
A Capela de Nossa Senhora dos Navegantes é o mais antigo templo católico das paróquias da península da Gafanha. A obra foi concluída a 30 de maio de 1863, sob a direcção do engenheiro Silvério Pereira da Silva. O custo da obra foi de 400$000 réis.
Este edifício é Património do Estado.

## Características
Capela com as suas paredes ameadas e a ombreira da porta principal, de pedra de Ançã, lavrada em espiral com arco em ogiva.

## Culto
A Senhora dos Navegantes, que os nossos pescadores e mareantes tanto veneraram nos tempos dos nossos avós, não deixará, contudo, com a sua ternura de Mãe, de velar por quantos sulcam as águas do mar, não já na Faina Maior, que o bacalhau que comemos já é mais importado do que pescado pelos portugueses, mas sobretudo nos transportes marítimos e na pesca costeira.
Celebra-se a sua festa na última segunda-feira de Setembro com enorme concorrência de forasteiros das Gafanhas, de Ílhavo e Aveiro.